# Pilocarpus
Pilocarpus Vahl, 1797 è un genere di piante della famiglia delle Rutaceae.

## Tassonomia
Comprende le seguenti specie:
- Pilocarpus alatus C. J. Joseph ex Skorupa
- Pilocarpus carajaensis Skorupa
- Pilocarpus cubensis (Borhidi & O.Muñiz) Lippold
- Pilocarpus demerarae Sandwith
- Pilocarpus giganteus Engl.
- Pilocarpus goudotianus Tul.
- Pilocarpus grandiflorus Engl.
- Pilocarpus jaborandi Holmes
- Pilocarpus manuensis Skorupa
- Pilocarpus microphyllus Stapf ex Wardleworth
- Pilocarpus pauciflorus A. St.-Hil.
- Pilocarpus pennatifolius Lem.
- Pilocarpus peruvianus (J.F. Macbr.) Kaastra
- Pilocarpus racemosus Vahl
- Pilocarpus riedelianus Engl.
- Pilocarpus spicatus A. St.-Hil.
- Pilocarpus trachylophus Holmes
- Pilocarpus trifoliolatus Skorupa & Pirani